# Championnat de Saint-Christophe-et-Niévès de football 2009-2010
Navigation
Saison précédente Saison suivante
La saison 2009-2010 du Championnat de Saint-Christophe-et-Niévès de football est la quarante-septième édition de la Premier League, le championnat de première division à Saint-Christophe-et-Niévès. Les dix formations de l'élite sont réunies au sein d'une poule unique où elles s'affrontent deux fois au cours de la saison. À l'issue du championnat, les quatre premiers se qualifient pour la phase finale tanduis que les deux derniers sont relégués en deuxième division. Lors de la phase finale, les quatre clubs qualifiés s'affrontent une fois puis les deux premiers jouent la finale pour le titre, en deux matchs gagnants. 
C'est le club de Newtown United qui remporte la compétition cette saison après avoir battu St Peter's FC lors de la finale nationale. Il s’agit du quinzième titre de champion de Saint-Christophe-et-Niévès de l'histoire du club. La surprise vient du bas du classement puisque le club de Washington Archibald High School, finaliste la saison dernière, termine à la dernière place et est donc relégué en deuxième division.

## Les clubs participants
- Village Superstars
- Garden Hotspurs
- Mantab FC
- Caribbean Stars Conaree FC
- Washington Archibald High School FC
- St Peter's FC
- Newtown United
- St. Paul's United FC
- KFC Challengers United - Promu de Second Division
- Clarence Fitzroy Bryant College - Promu de Second Division

## Compétition
Le barème de points servant à établir le classement se décompose ainsi :
- Victoire : 3 points
- Match nul : 1 point
- Défaite : 0 point

### Phase régulière
| Rang | Équipe                              | Pts | J  | G  | N | P  | Bp | Bc | Diff |
| ---- | ----------------------------------- | --- | -- | -- | - | -- | -- | -- | ---- |
| 1    | Newtown United                      | 43  | 18 | 13 | 4 | 1  | 63 | 6  | +57  |
| 2    | St. Paul's United FCT               | 39  | 18 | 11 | 6 | 1  | 43 | 14 | +29  |
| 3    | St Peter's FC                       | 31  | 18 | 8  | 7 | 3  | 42 | 16 | +26  |
| 4    | Caribbean Stars Conaree FC          | 31  | 18 | 9  | 4 | 5  | 36 | 18 | +18  |
| 5    | Village Superstars                  | 30  | 18 | 7  | 9 | 2  | 38 | 18 | +20  |
| 6    | Garden Hotspurs FC                  | 24  | 18 | 6  | 6 | 6  | 21 | 26 | -5   |
| 7    | Mantab FC                           | 21  | 18 | 5  | 6 | 7  | 24 | 28 | -4   |
| 8    | KFC Challengers United              | 12  | 18 | 4  | 0 | 14 | 24 | 57 | -33  |
| 9    | Clarence Fitzroy Bryant CollegeP    | 11  | 18 | 3  | 2 | 13 | 17 | 49 | -32  |
| 10   | Washington Archibald High School FC | 5   | 18 | 1  | 2 | 15 | 9  | 85 | -76  |

|  | Qualification pour la phase finale               |
|  | Relégation directe en Second Division            |
|  | T : Tenant du titre P : Promu de Second Division |

### Phase finale
| Rang | Équipe                     | Pts | J | G | N | P | Bp | Bc | Diff |  | Résultats (▼ dom., ► ext.) | New | SPe | SPa | CSC |
| ---- | -------------------------- | --- | - | - | - | - | -- | -- | ---- |  | -------------------------- | --- | --- | --- | --- |
| 1    | Newtown United             | 7   | 3 | 2 | 1 | 0 | 8  | 2  | +6   |  | Newtown United             |     | 3-0 | 2-2 | 3-0 |
| 2    | St Peter's FC              | 6   | 3 | 2 | 0 | 1 | 3  | 4  | -1   |  | St Peter's FC              |     |     | 1-0 | 2-1 |
| 3    | St. Paul's United FCT      | 4   | 3 | 1 | 1 | 1 | 4  | 3  | +1   |  | St. Paul's United FCT      |     |     |     | 2-0 |
| 4    | Caribbean Stars Conaree FC | 0   | 3 | 0 | 0 | 3 | 1  | 7  | -6   |  | Caribbean Stars Conaree FC |     |     |     |     |

|  | Qualification pour la finale |
|  | T : Tenant du titre          |

### Finale nationale
La finale se joue en deux rencontres gagnantes. 
| Équipe 1       | Résultat | Équipe 2       |
| -------------- | -------- | -------------- |
| Newtown United | 3 - 0    | St Peter's FC  |
| St Peter's FC  | 1 - 4    | Newtown United |

- Newtown United remporte la série deux victoires à zéro et est sacré champion. Il se qualifie du même coup pour la CFU Club Championship 2011.

## Bilan de la saison
| Championnat de Saint-Christophe-et-Niévès de football 2009-2010 |                                     |
| Champion                                                        | Newtown United (15e titre)          |
| Coupes et trophées                                              |                                     |
| Vainqueur de la Coupe de Saint-Christophe-et-Niévès 2009-2010   | Newtown United                      |
| Qualifications continentales                                    |                                     |
| CFU Club Championship 2011                                      | Newtown United                      |
| Promotions et relégations                                       |                                     |
| Promus en Premier League                                        | Strikers FC                         |
| Relégués en Second Division                                     | Clarence Fitzroy Bryant College     |
| Relégués en Second Division                                     | Washington Archibald High School FC |